# Les Essarts (Eure)
Les Essarts is een gemeente in het Franse departement Eure (regio Normandië) en telt 282 inwoners (1999). De plaats maakt deel uit van het arrondissement Évreux. Les Essarts is op 1 januari 2016 gefuseerd met Chanteloup, Le Chesne en Saint-Denis-du-Béhélan tot de gemeente Marbois. 

## Geografie
De oppervlakte van Les Essarts bedraagt 15,3 km², de bevolkingsdichtheid is 18,4 inwoners per km².
De onderstaande kaart toont de ligging van Les Essarts (Eure) met de belangrijkste infrastructuur en aangrenzende gemeenten.

## Demografie
Onderstaande figuur toont het verloop van het inwonertal (bron: INSEE-tellingen).

1. ↑  Populations légales 2018.